# United States Chess League 2009
Die United States Chess League 2009 war die fünfte Austragung der United States Chess League, der US-amerikanischen Mannschaftsmeisterschaft im Schach.
Meister wurde die Mannschaft der New York Knights, während der Titelverteidiger Dallas Destiny das Playoff verpasste. Wie im Vorjahr wurde der Wettbewerb mit 14 Mannschaften ausgetragen.
Zu den gemeldeten Mannschaftskadern siehe Mannschaftskader der United States Chess League 2009.

## Spieltermine
Die Wettkämpfe der Vorrunde (Regular Season) fanden statt am 31. August/2. September, 8./9., 14./16., 21./23. und 28./30. September, 5./7., 12./14., 19./21. und 26./28. Oktober sowie 4. November 2009, wobei in den ersten neun Runden im Allgemeinen drei Wettkämpfe am ersten Termin gespielt wurden (abweichend hiervon in der dritten Runde zwei, in der fünften und siebten jeweils vier) und die übrigen am zweiten Termin. Je zwei Wettkämpfe des Viertelfinals wurden am 9. und 11. November gespielt, die Halbfinalwettkämpfe am 16. und 18. November, und das Finale am 7. Dezember. Alle Wettkämpfe wurde via Internet auf dem Server des Internet Chess Club gespielt.

## Modus
Die 14 teilnehmenden Teams wurden in zwei Siebenergruppen (Eastern Division und Western Division) eingeteilt. Jede Mannschaft spielte je zweimal gegen zwei andere Mitglieder der gleichen Gruppe und je einmal gegen die vier übrigen Mannschaften der gleichen Gruppen und gegen zwei Teams der anderen Gruppe. Über die Platzierung entschied zunächst die Anzahl der Mannschaftspunkte (ein Punkt für einen Sieg, ein halber Punkt für ein Unentschieden, kein Punkt für eine Niederlage), anschließend die Zahl der Brettpunkte (ein Punkt für einen Sieg, ein halber Punkt für ein Unentschieden, kein Punkt für eine Niederlage). Die ersten Vier jeder Gruppe qualifizierten sich für die Finalrunde (Playoff), die im k.-o.-System ausgetragen wurde.

## Vorrunde

### Gruppeneinteilung
Die 14 Mannschaften wurden wie folgt in die zwei Vorrunden eingeteilt:
| Eastern Division       | Western Division        |
| ---------------------- | ----------------------- |
| New York Knights       | San Francisco Mechanics |
| Baltimore Kingfishers  | Miami Sharks            |
| Boston Blitz           | Dallas Destiny          |
| Philadelphia Inventors | Seattle Sluggers        |
| New Jersey Knockouts   | Tennessee Tempo         |
| Queens Pioneers        | Arizona Scorpions       |
| Carolina Cobras        | Chicago Blaze           |

### Eastern Division
Während sich New Jersey, Boston und New York bereits vorzeitig für das Playoff qualifizierten, fiel die Entscheidung um Platz 4 erst in der letzten Runde zwischen Baltimore, Philadelphia und Queens.

#### Abschlusstabelle
| Pl. | Verein                 | Sp | G | U | V | MP      | Brett-P.  |
| --- | ---------------------- | -- | - | - | - | ------- | --------- |
| 01. | New Jersey Knockouts   | 10 | 8 | 0 | 2 | 8,0:2,0 | 26,0:14,0 |
| 02. | Boston Blitz           | 10 | 7 | 1 | 2 | 7,5:2,5 | 23,5:16,5 |
| 03. | New York Knights       | 10 | 3 | 4 | 3 | 5,0:5,0 | 22,0:18,0 |
| 04. | Baltimore Kingfishers  | 10 | 3 | 3 | 4 | 4,5:5,5 | 18,5:21,5 |
| 05. | Philadelphia Inventors | 10 | 2 | 4 | 4 | 4,0:6,0 | 17,5:22,5 |
| 06. | Queens Pioneers        | 10 | 2 | 3 | 5 | 3,5:6,5 | 17,0:23,0 |
| 07. | Carolina Cobras (D)    | 10 | 1 | 2 | 7 | 2,0:8,0 | 13,5:26,5 |

#### Entscheidungen
|     | qualifiziert für das Playoff: New Jersey Knockouts, Boston Blitz, New York Knights, Baltimore Kingfishers |
| (D) | Divisionssieger des Vorjahres                                                                             |

### Western Division
Vor der letzten Runde waren die Playoff-Plätze bereits vergeben, lediglich die Reihenfolge war noch offen.

#### Abschlusstabelle
| Pl. | Verein                  | Sp | G | U | V | MP      | Brett-P.  |
| --- | ----------------------- | -- | - | - | - | ------- | --------- |
| 01. | Seattle Sluggers        | 10 | 6 | 3 | 1 | 7,5:2,5 | 23,5:16,5 |
| 02. | San Francisco Mechanics | 10 | 5 | 3 | 2 | 6,5:3,5 | 22,5:17,5 |
| 03. | Arizona Scorpions       | 10 | 5 | 2 | 3 | 6,5:3,5 | 22,5:17,5 |
| 04. | Miami Sharks (D)        | 10 | 4 | 4 | 2 | 6,0:4,0 | 22,0:18,0 |
| 05. | Chicago Blaze           | 10 | 3 | 2 | 5 | 4,0:6,0 | 18,5:21,5 |
| 06. | Dallas Destiny (M)      | 10 | 2 | 3 | 5 | 3,5:6,5 | 17,0:23,0 |
| 07. | Tennessee Tempo         | 10 | 1 | 2 | 7 | 2,0:8,0 | 16,0:24,0 |

#### Entscheidungen
|     | qualifiziert für das Playoff: Seattle Sluggers, San Francisco Mechanics, Arizona Scorpions, Miami Sharks |
| (M) | Vorjahresmeister                                                                                         |
| (D) | Divisionssieger des Vorjahres                                                                            |

## Endrunde

### Übersicht
|  | Viertelfinale           | Viertelfinale |  |  | Halbfinale              | Halbfinale   |   |  | Finale | Finale |
|  |                         |               |  |  |                         |              |   |  |        |        |
|  |                         |               |  |  |                         |              |   |  |        |        |
|  | New Jersey Knockouts    | 3             |  |  |                         |              |   |  |        |        |
|  | Baltimore Kingfishers   | 1             |  |  | New Jersey Knockouts    | 1½           |   |  |        |        |
|  |                         |               |  |  | New York Knights        | 2½           |   |  |        |        |
|  | Boston Blitz            | 1½            |  |  |                         |              |   |  |        |        |
|  | New York Knights        | 2½            |  |  | New York Knights        | 2            |   |  |        |        |
|  |                         |               |  |  |                         | Miami Sharks | 2 |  |        |        |
|  | Seattle Sluggers        | ½             |  |  |                         |              |   |  |        |        |
|  | Miami Sharks            | 3½            |  |  | Miami Sharks            | 2½           |   |  |        |        |
|  |                         |               |  |  | San Francisco Mechanics | 1½           |   |  |        |        |
|  | San Francisco Mechanics | 3½            |  |  |                         |              |   |  |        |        |
|  | Arizona Scorpions       | ½             |  |  |                         |              |   |  |        |        |

### Entscheidungen
|  | US-amerikanischer Mannschaftsmeister: New York Knights |

### Viertelfinale
Während in der Eastern Division knappe Entscheidungen fielen, setzten sich in der Western Division Miami und San Francisco klar deutlich.

### Halbfinale
In beiden Wettkämpfen setzte sich die Mannschaft mit der schlechteren Vorrundenplatzierung durch.

### Finale
Das Finale endete 2:2, so dass die Entscheidung zum vierten Mal in Folge in einem Tiebreak im Blitzschach (mit einer Bedenkzeit von 3 Minuten für die gesamte Partie zuzüglich 3 Sekunden Aufschlag pro Zug) fallen musste. Das Reglement sah vor, dass zunächst die am vierten Brett aufgestellten Spieler gegeneinander spielen mussten. Der Verlierer schied aus, während der Sieger gegen den am nächsthöheren Brett aufgestellten Spieler antrat. Bei einem Remis scheiterten beide Spieler, außer wenn ein am ersten Brett aufgestellter Spieler daran beteiligt war. In diesem Fall wurde die Partie mit vertauschten Farben neu angesetzt. Der Tiebreak war entschieden, sobald alle Spieler der einen Mannschaft ausgeschieden waren. Die Ergebnisse des Tiebreaks lauteten:
| Weiß                              | Schwarz                           | Ergebnis |
| --------------------------------- | --------------------------------- | -------- |
| Eric Rodriguez (Miami)            | Yaacov Norowitz (New York)        | 0:1      |
| Yaacov Norowitz (New York)        | Alejandro Moreno Roman (Miami)    | 0:1      |
| Alejandro Moreno Roman (Miami)    | Matthew Herman (New York)         | 1:0      |
| Pascal Charbonneau (New York)     | Alejandro Moreno Roman (Miami)    | 0:1      |
| Alejandro Moreno Roman (Miami)    | Giorgi Katscheischwili (New York) | 0:1      |
| Giorgi Katscheischwili (New York) | Blas Lugo (Miami)                 | 1:0      |
| Julio Becerra Rivero (Miami)      | Giorgi Katscheischwili (New York) | 0:1      |

## Auszeichnungen

### Most Valuable Player
Der Titel des Most Valuable Player (MVP) wurde aufgrund der Vorrundenergebnisse vergeben. Für eine Gewinnpartie am ersten Brett erhielt ein Spieler vier Punkte, für eine Niederlage wurden ihm vier Punkte abgezogen. Am zweiten Brett wurden analog drei Plus- beziehungsweise Minuspunkte vergeben, am dritten Brett 2,5 und vierten Brett zwei. Zusätzlich wurde für jede mit den schwarzen Steinen erreichte Gewinn- und Remispartie ein Punkt gutgeschrieben. Den Titel gewann Hikaru Nakamura (Seattle) mit 23 Punkten, auf den Plätzen 2 und 3 folgten Boris Gulko (New Jersey) mit 17 Punkten und Angelo Young (Chicago) mit 14,5 Punkten.

### Rookie of the Year
Der Titel des Rookie of the Year wurde für den erfolgreichsten Debütanten in der USCL vergeben. Der Titel ging an Yaacov Norowitz (New York), der 8 Punkte aus 11 Partien erreichte.

### Most Improved Player
Der Titel des Most Improved Player wurde an den Spieler vergeben, der seine Turnierleistung im Vergleich zu seinen vorherigen Teilnahmen an der USCL am meisten steigern konnte. Der Titel ging an Bryan Smith (Philadelphia), der seine Leistung um fast 300 Punkte (von 2338 auf 2616) steigern konnte.

### All Star Teams
Es wurden drei All Star Teams nominiert. Dem ersten Team gehörten Hikaru Nakamura (Seattle), Boris Gulko (New Jersey), Angelo Young (Chicago) und Eric Rodriguez (Miami) an, dem zweiten Julio Becerra Rivero (Miami), Dean Ippolito (New Jersey), Andrei Zaremba (Queens) und Yaacov Norowitz (New York) und dem dritten Alexander Stripunsky (Queens), Pascal Charbonneau (New York), Marc Esserman (Boston) und Yian Liou (San Francisco).

### Game of the Year
Nach jeder Runde wurde eine Partie der Woche (Game of the Week) gewählt, aus den 13 Partien der Woche sowie sieben weiteren Partien (Wildcards) wurde die Partie des Jahres (Game of the Year) gewählt. Der Titel ging an die Gewinnpartie von Giorgi Katscheischwili (New York) gegen Joshua Friedel (San Francisco) aus der fünften Runde, auf den Plätzen 2 und 3 folgten zwei Wildcards. Die Gewinnpartie von Matthew Herman (New York) gegen Daniel Naroditsky (San Francisco) wurde ebenfalls in der fünften Runde gespielt, die Gewinnpartie von Marc Esserman (Boston) gegen Ronald Simpson (Carolina) stammte aus der zweiten Runde (Game of the Week der zweiten Runde war die Gewinnpartie von Joshua Friedel gegen Marko Zivanic (Dallas), die bei der Wahl des Game of the Year nur auf Platz 20 landete).

## Die Meistermannschaft
| 1.            | New York Knights |
| Schachfiguren | Giorgi Katscheischwili, Pascal Charbonneau, John Fedorowicz, Irina Krush, Jay Bonin, Matthew Herman, Evan Rosenberg, Yaacov Norowitz, Raven Sturt, Gregory Braylovsky. |